# Ipolykér
Ipolykér (szlovákul: Kiarov) község Szlovákiában, a Besztercebányai kerületben, a Nagykürtösi járásban. Kis- és Nagykér egyesítésével jött létre.

## Fekvése
Nagykürtöstől 15 km-re délkeletre fekszik, az Ipoly folyó mellett, a Sósári-dombok karéjában. Határában van a védett Kéri-mocsár.

## Története
Területén a történelem előtti időkben a lengyeli kultúra települése állt.
Neve a magyar Kér törzsnévből származik, melynek szálláshelye lehetett már 900 körül. A helyi hagyomány szerint a honfoglalók először a Pást nevű dűlőben, a Kerekdombon telepedtek meg.
Nevét egyes források szerint 1271-ben említi először írott dokumentum, „Keer”alakban. Más források szerint az első említés 1327-es keltezésű. A közeli Várdomb (szlovákul Hragyiste) nevű 266 méter magas hegyen valamikor vár állhatott a hagyomány szerint, de régészeti bizonyíték erre nincs. A 15. századra két falu állt a mai Ipolykér helyén, melyeket 1481-ben „Naghkeer”, 1486-ban „Kyskeer” alakban említenek. A Kéry és a Madách családok birtoka volt. Magyarország török megszállása idején mindkét falu elpusztult, de később újratelepült. A 19. század közepén a település ismét egy községgé egyesült. A 20. század elején még kisnemesi falunak tartották, lakói főként mezőgazdasággal foglalkoztak.
Fényes Elek szerint „Ipoly-Kis-Kér, Nógrád vm. népes puszta, 91 kath., 69 evang., 5 zsidó lak.”
„Ipoly-Nagy-Kér, Nógrád vm. népes puszta, 147 kathol., 37 evang. lak. Ut. p. Balassa-Gyarmat.”
A trianoni békeszerződésig Nógrád vármegye Balassagyarmati járásához tartozott. 1938 és 1944 között újra Magyarország része lett. A trianoni béke és 1950 között csak szlovák iskolája volt, ekkor magyar iskolát hoztak létre. Magyar nyelvű óvodáját még a rendszerváltás előtt megszüntették.

## Népessége
| Év:            | 1994. | 2004.   | 2014.   | 2024.    |
| -------------- | ----- | ------- | ------- | -------- |
| Emberek száma: | 350   | 320     | 317     | 255      |
| Eltérés:       |       | -8,57 % | -0,93 % | -19,55 % |

| Év:            | 2023. | 2024.   |
| -------------- | ----- | ------- |
| Emberek száma: | 257   | 255     |
| Eltérés:       |       | -0,77 % |

1880-ban 293 lakosából 247 magyar és 13 szlovák anyanyelvű volt.
1890-ben 287 lakosából 265 magyar és 21 szlovák anyanyelvű volt.
1900-ban 303 lakosából 301 magyar és 2 szlovák anyanyelvű volt.
1910-ben 340 lakosából 329 magyar és 7 szlovák anyanyelvű volt.
1921-ben 380 lakosából 312 magyar és 6 csehszlovák volt.
1930-ban 403 lakosából 366 magyar és 28 csehszlovák volt.
1941-ben 466 lakosából 458 magyar és 8 szlovák volt.
1970-ben 538 lakosából 494 magyar és 43 szlovák volt.
1980-ban 473 lakosából 418 magyar és 48 szlovák volt.
1991-ben 376 lakosából 311 magyar és 56 szlovák volt. 
2001-ben 332 lakosából 245 magyar és 78 szlovák volt.
2011-ben 308 lakosából 176 magyar és 112 szlovák.

## Neves személyek
- Itt született 1637-ben báró Kéry János váci püspök.

## Nevezetességei
- Népviselete az Ipoly-menti palóc viselet legkeletibb ága, Zsély népviseletével mutat rokonságot.
- Oroszlányi László 19. századi neoklasszicista kúriája.
- A Hétfájdalmú Szűzanya barokk kápolnája (18. század).

## Külső hivatkozások
- Községinfó
- Ipolykér Szlovákia térképén
- A Kérek találkozói
- Ipolykér leírása
- E-obce.sk Archiválva 2008. december 6-i dátummal a Wayback Machine-ben